# Megachile discorhina
Megachile discorhina är en biart som beskrevs av Cockerell 1924. Megachile discorhina ingår i släktet tapetserarbin, och familjen buksamlarbin. Inga underarter finns listade i Catalogue of Life.